# العلاقات الإماراتية اللاوسية
العلاقات الإماراتية اللاوسية هي العلاقات الثنائية التي تجمع بين الإمارات العربية المتحدة ولاوس.

## مقارنة بين البلدين
هذه مقارنة عامة ومرجعية للدولتين:
| وجه المقارنة                                              | الإمارات العربية المتحدة | لاوس        |
| --------------------------------------------------------- | ------------------------ | ----------- |
| المساحة (كم2)                                             | 83.60 ألف                | 236.80 ألف  |
| عدد السكان (نسمة)                                         | 9.40 مليون               | 6.86 مليون  |
| الكثافة السكانية (ن./كم²)                                 | 112.44                   | 28.97       |
| العاصمة                                                   | أبو ظبي                  | فيينتيان    |
| اللغة الرسمية                                             | اللغة العربية            | اللغة اللاو |
| العملة                                                    | درهم إماراتي             | كيب لاوي    |
| الناتج المحلي الإجمالي (بليون دولار)                      | 382.58 مليار             | 16.85 مليار |
| الناتج المحلي الإجمالي (تعادل القوة الشرائية) بليون دولار | 640.72 مليار             | 38.71 مليار |
| الناتج المحلي الإجمالي الاسمي للفرد دولار أمريكي          | 40.44 ألف                | 1.82 ألف    |
| الناتج المحلي الإجمالي للفرد دولار أمريكي                 | 67.67 ألف                |             |
| مؤشر التنمية البشرية                                      | 0.835                    | 0.575       |
| رمز المكالمات الدولي                                      | +971                     | +856        |
| رمز الإنترنت                                              | .ae، .امارات             | .la         |
| المنطقة الزمنية                                           | ت ع م+04:00              | ت ع م+07:00 |

## منظمات دولية مشتركة
يشترك البلدان في عضوية مجموعة من المنظمات الدولية، منها:
| علم المنظمة | اسم المنظمة                        | تاريخ انضمام الإمارات العربية المتحدة | تاريخ انضمام لاوس |
| ----------- | ---------------------------------- | ------------------------------------- | ----------------- |
|             | مؤسسة التنمية الدولية              | 23 ديسمبر 1981                        | 28 أكتوبر 1963    |
|             | يونسكو                             | 20 أبريل 1972                         | 9 يوليو 1951      |
|             | وكالة ضمان الاستثمار متعدد الأطراف | 20 أكتوبر 1993                        | 5 أبريل 2000      |
|             | الأمم المتحدة                      | 9 ديسمبر 1971                         | 14 ديسمبر 1955    |
|             | البنك الدولي للإنشاء والتعمير      | 22 سبتمبر 1972                        | 5 يوليو 1961      |
|             | منظمة حظر الأسلحة الكيميائية       | ?                                     | ?                 |
|             | مؤسسة التمويل الدولية              | 30 سبتمبر 1977                        | 29 يناير 1992     |
|             | منظمة الشرطة الجنائية الدولية      | ?                                     | ?                 |

## وصلات خارجية
- موقع وزارة الخارجية الإماراتية
- موقع وزارة الخارجية اللاوسية